# Petroglyph Park
Petroglyph Park är en park i Kanada.   Den ligger i provinsen British Columbia, i den sydvästra delen av landet, 3 600 km väster om huvudstaden Ottawa. Petroglyph Park ligger 56 meter över havet.
Terrängen runt Petroglyph Park är platt åt nordost, men åt sydväst är den kuperad. Havet är nära Petroglyph Park åt nordost.Närmaste större samhälle är Nanaimo, 3,0 km norr om Petroglyph Park. 
I omgivningarna runt Petroglyph Park växer i huvudsak blandskog. Runt Petroglyph Park är det glesbefolkat, med 15 invånare per kvadratkilometer.